# Wolfgang Koeppen
Wolfgang Koeppen, eigentlich Wolfgang Arthur Reinhold Köppen (* 23. Juni 1906 in Greifswald; † 15. März 1996 in München), war ein deutscher Schriftsteller. Er wurde vor allem durch seine Trilogie des Scheiterns bekannt, durch die er sich den Ruf eines bedeutenden Autors der Nachkriegsliteratur erwarb. Diese Trilogie entstand Anfang der 1950er Jahre und setzt sich aus den Romanen Tauben im Gras, Das Treibhaus und Der Tod in Rom zusammen. Danach veröffentlichte Koeppen nur noch spärlich und schrieb vorwiegend Reiseberichte.

## Leben

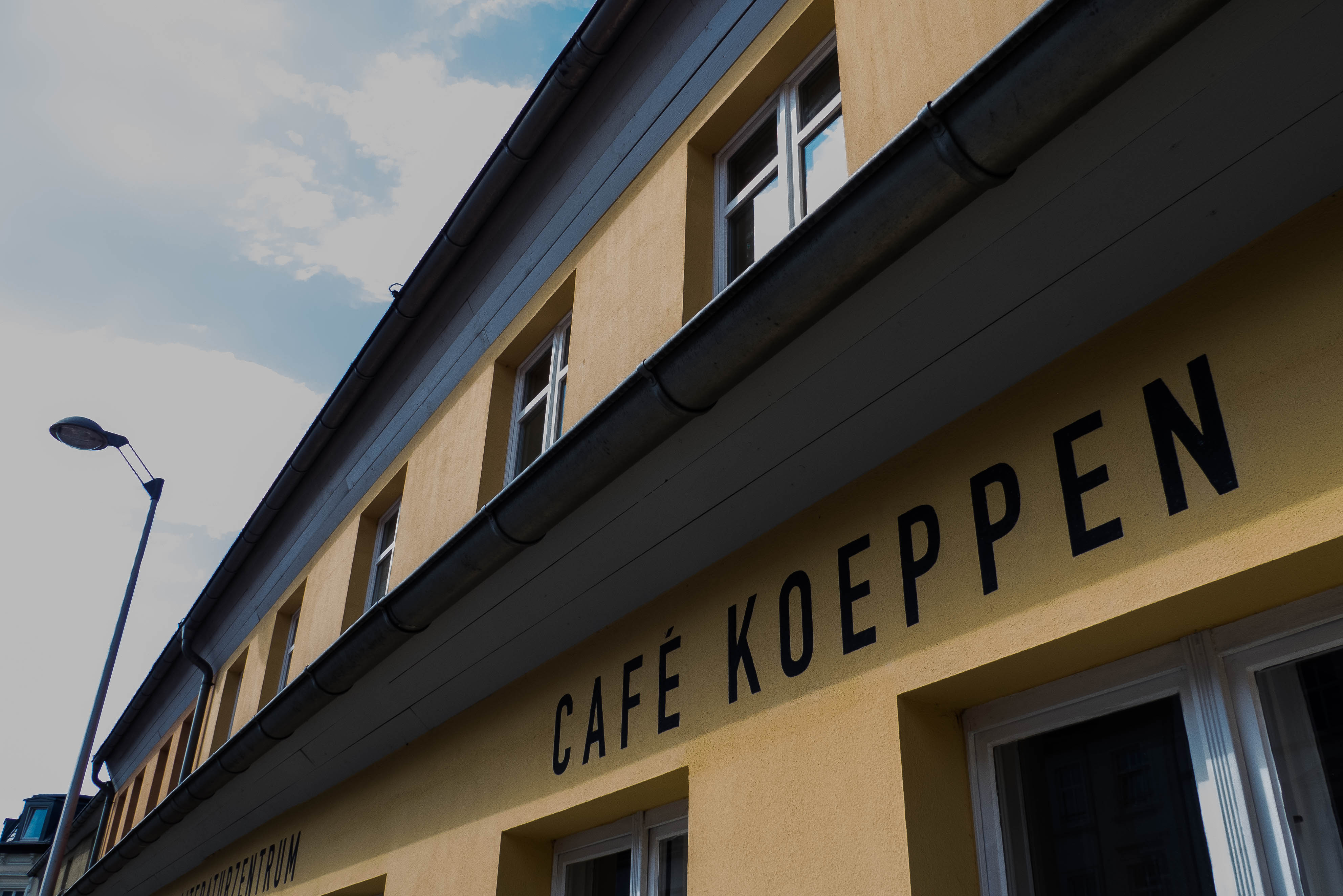
Koeppens Geburtshaus in der Greifswalder Bahnhofstraße 4, das heutige Koeppenhaus

Koeppen wurde als uneheliches Kind in Greifswald in Vorpommern geboren. Seine Mutter Maria Köppen (1877–1925) war Weißnäherin und arbeitete später als Souffleuse am Stadttheater Greifswald. Zum Vater Reinhold Halben (1877–), einem Privatdozenten für Augenheilkunde am Universitätsklinikum Greifswald, eifrigen Freizeitsportler in extravaganten Sportarten wie Eissegeln und Ballonfahren und späteren Augenarzt mit Kassenzulassung in Berlin, hatte der Sohn zeitlebens kaum Kontakt. Nach dem Tod der Großmutter Emilie, in deren Haushalt Maria Köppen mit ihrem einzigen Kind Wolfgang lebte, zogen beide 1908 zu ihrer Stiefschwester Olga nach Thorn in Pommerellen, 1912 weiter nach Ortelsburg in Masuren, wo Koeppen ab 1915 das Realgymnasium besuchte. Olga Köppen war Haushälterin des Baurats Theodor Wille, dessen Bibliothek der Junge ausgiebig nutzte. Nach einer vorübergehenden Flucht nach dem Ausbruch des Ersten Weltkriegs 1914 kehrten sie 1919 endgültig nach Greifswald zurück. Koeppen musste aus finanziellen Gründen auf die Mittelschule wechseln, von der er vorzeitig abging. Er arbeitete als Laufbursche bei einer Greifswalder Buchhandlung. Eine geplante Lehre kam nicht zustande.
Koeppen wurde Volontär am Stadttheater Greifswald und besuchte als Gasthörer Vorlesungen, unter anderem die der Germanistik bei Paul Merker und Wolfgang Stammler, an der Universität Greifswald. In den folgenden Jahren arbeitete er als Hilfskoch auf See, Fabrikarbeiter, Platzanweiser, Eisbereiter und Prüfer von Glühlampen für die Firma Osram. Verschiedene Engagements an Theatern währten jeweils nur kurz. Am Theater Wismar sollte er 1924 Schauspielrollen übernehmen, statt wie erhofft Regie zu führen, am Theater Würzburg war er in der Spielzeit 1926/27 Dramaturg und Regieassistent mit Spielverpflichtung, konnte seine Vorstellungen eines zeitgemäßen Theaters aber nicht durchsetzen. In Berlin fand Koeppen 1927 Kontakt zum „dramaturgischen Kollektiv“ von Erwin Piscator und lernte die Schauspielerin Sybille Schloß kennen. Seine unerwiderte Liebe zu ihr inspirierte ihn später zu seinem Romanerstling. Ab 1931 war Koeppen freier Mitarbeiter, später Feuilletonredakteur und Ressortleiter bei der als linksliberal geltenden Tageszeitung Berliner Börsen-Courier. Hier erschienen auch erste literarische Arbeiten, bis die Zeitung am 31. Dezember 1933 von den Nationalsozialisten nach deren Machtergreifung geschlossen wurde.

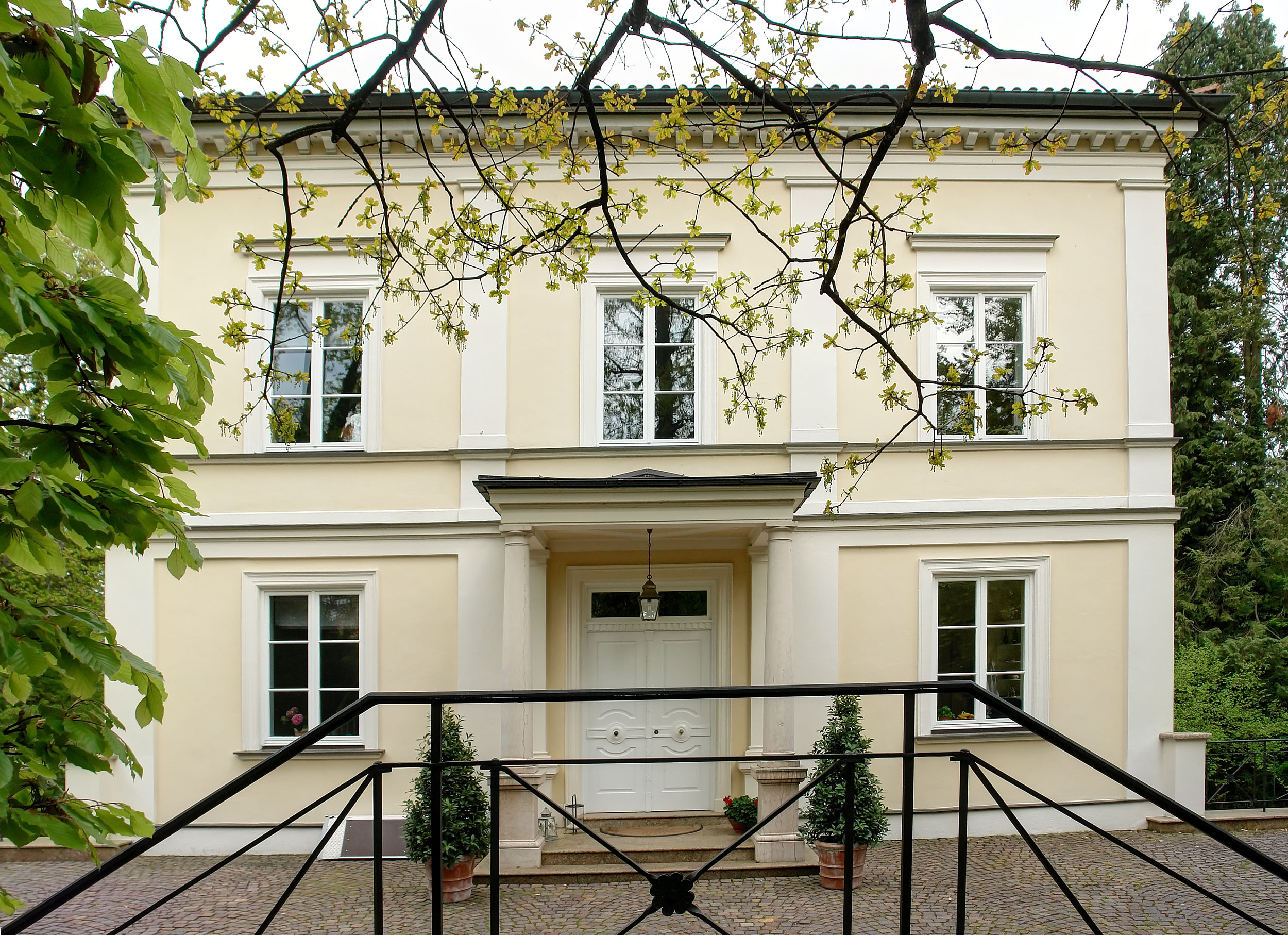
Villa Siedhoff in Feldafing, in deren Souterrain Koeppen 1943–45 lebte

1934 reiste Koeppen über Zürich nach Rom, finanziert von Bruno Cassirer, der noch im gleichen Jahr Koeppens ersten Roman Eine unglückliche Liebe veröffentlichte. Im Folgejahr erschien sein zweiter Roman Die Mauer schwankt. Koeppen lebte von 1935 an in Den Haag, kehrte jedoch 1938 nach Deutschland zurück, da er in den Niederlanden keine feste Existenzgrundlage fand. In der Folgezeit arbeitete er als Drehbuchautor für die UFA und Bavaria Filmkunst. Wegen seiner Arbeit am (nicht erschienenen) Roman Mit Einsetzen der Flut wurde er im April 1940 vom Kriegsdienst zurückgestellt. Er war mit Ferdinand Marian befreundet und arbeitete an Literaturverfilmungen. Nach einem Bombeneinschlag gelang es ihm unterzutauchen, und er lebte seit 1943/44 im Souterrain des Tennishotel Feldafing von Georg Siedhoff in Feldafing bei München, wo er dessen Schwägerin kennenlernte, seine spätere Frau Marion Ulrich (1927–1984), die Tochter eines Münchener Rechtsanwalts. Nachdem beide in den Nachkriegsjahren vom Verkauf von Antiquitäten gelebt hatten, heirateten sie 1948. Im gleichen Jahr erschien Jakob Littners Erlebnisbericht Aufzeichnungen aus einem Erdloch, den Koeppen bearbeitet hatte, ohne dass sein Name in der Ausgabe genannt wurde.

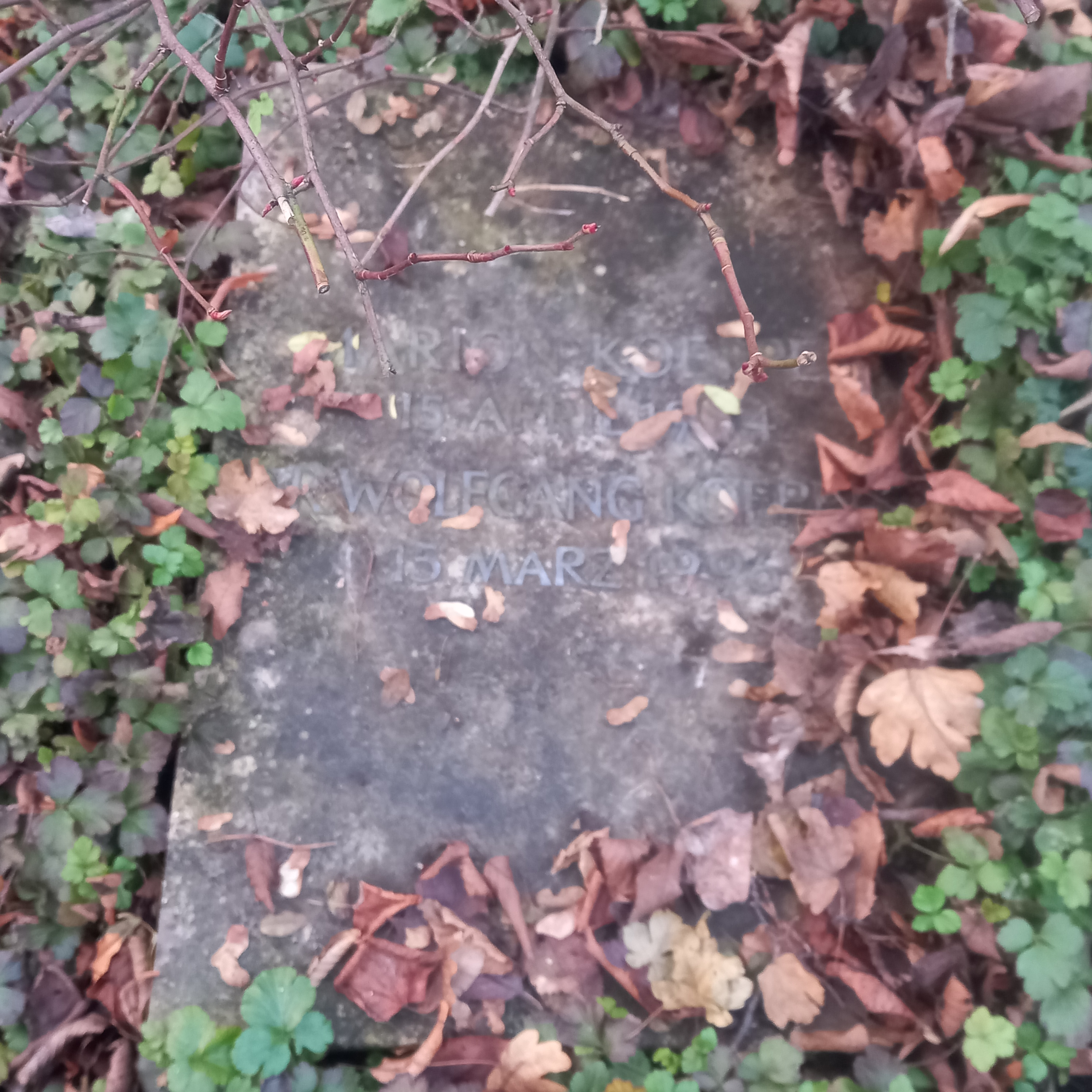
Das Grab von Wolfgang Koeppen und seiner Ehefrau Marion geborene Ulrich auf dem Nordfriedhof (München)

1949 lernte Koeppen den Verleger Henry Goverts kennen, und in der Folge entstanden seine drei großen Romane der Trilogie des Scheiterns: Tauben im Gras (1951), Das Treibhaus (1953) und Der Tod in Rom (1954), die allesamt bei Scherz & Goverts erschienen. Auf Vermittlung Alfred Anderschs bereiste Koeppen in den folgenden Jahren für den Süddeutschen Rundfunk Spanien (1955), Italien (1956), die Sowjetunion, die Niederlande, Warschau und London (1957), die USA (1958) sowie Frankreich (1959). Er verfasste für den Süddeutschen Rundfunk Reisebeschreibungen, die auch gedruckt erschienen. 1962 schloss Koeppen mit dem Suhrkamp Verlag einen Vertrag für künftige Bücher ab, doch diese blieben weitgehend aus. 1976 erschien das Prosastück Jugend, 1992 wurden Jakob Littners Aufzeichnungen aus einem Erdloch unter Koeppens Namen neu veröffentlicht.
Koeppen starb 1996 in einem Münchner Pflegeheim. Seine Ehefrau Marion war bereits 1984 verstorben. Zur Erinnerung an den Schriftsteller und zur Betreuung seines Nachlasses wurde am 10. Juli 2000 von Günter Grass und Peter Rühmkorf die Wolfgang-Koeppen-Stiftung mit Sitz in Greifswald gegründet. Seit 2003 befindet sich hier das Koeppenhaus mit dem Literaturzentrum Vorpommern und dem Wolfgang-Koeppen-Archiv, das von der Universität Greifswald betreut wird.

## Werk
Die zeitgenössische Reaktion auf Koeppens Romane Tauben im Gras, Das Treibhaus und Der Tod in Rom blieb in den frühen 1950er Jahren verhalten. Aus heutiger Sicht zählen sie allerdings „zu den wichtigsten der gesamten deutschen Nachkriegsliteratur“. Insbesondere Marcel Reich-Ranicki setzte sich immer wieder für Koeppen ein. Für ihn war Koeppen – neben etwa Arno Schmidt – einer der wenigen deutschsprachigen Autoren seiner Zeit, die sich nicht der zeittypischen Kahlschlagliteratur verschrieben hatten oder vom lakonischen Stil Ernest Hemingways beeinflusst waren. Stattdessen habe er versucht, an die literarische Moderne von James Joyce, John Dos Passos, William Faulkner, Marcel Proust oder Alfred Döblin anzuknüpfen. Allerdings sei insbesondere sein Roman Tauben im Gras, den Reich-Ranicki als einen von zwanzig Romanen in seinen Kanon der deutschen Literatur aufnahm, zu früh erschienen und auf ein Publikum gestoßen, das für diese Form einer in Deutschland noch weitgehend unbekannten literarischen Moderne nicht bereit gewesen sei.
Bereits 1961 hatte Reich-Ranicki unter dem Titel Der Fall Koeppen beschrieben, dass die mehrfache zeitbedingte Zurückweisung seiner Romane Koeppen, den er einen „Einzelgänger in der deutschen Nachkriegsliteratur“ nannte, am Ende auf den Nebenpfad der Reiseberichte geführt habe. Dem widersprachen andere Kritiker wie etwa Reinhard Döhl, der in den Reiseschilderungen ein gleichwertiges Gegengewicht zu den Romanen sah, die Koeppen an die „Grenze des Erzählbaren“ geführt hätten. In allen Werken Koeppens machte er immer wiederkehrende Motive aus: „Vergeblichkeit des Reisens, Flucht und Heimkehr, Fremdheit und Selbstentfremdung, Selbsttäuschung und Resignation“. Bereits in seinen frühen Romanen habe er jenen Stil gezeigt, der für ihn charakteristisch blieb: ein oft an den Filmschnitt erinnernder rascher Sprung zwischen Schauplatz, Zeit und Figur, die Technik der Montage, der stilistische Wechsel zwischen Parataxe und langen, assoziativen Satzgefügen, die Aufhebung der Grenze zwischen Erzähler und Figur wie zwischen Erzählung und Reflexion, Realität und Traum.
Während sich für Döhl im Verlauf des Werkes Koeppens eine immer stärkere Tendenz zur Autobiografie zeigte, war Koeppen für Helmut Heißenbüttel einer „Selbstentblößung auf der Spur“, vor der er gleichzeitig zurückschreckte, und er kommentierte: „Je weiter in der Projektion auf fiktive Gestalten, einschließlich des Ichs der Reiseberichte, die Tendenz zur Selbstentblößung vorangetrieben ist, um so stärker verschließt sich der Privatmann Wolfgang Koeppen.“
Nachdem Koeppen seit den 1960er Jahren zahlreiche Ehrungen erhalten hatte, waren seine späten Jahre geprägt von großen Erwartungen der Öffentlichkeit, etwa seines Verlegers Siegfried Unseld, der vom Autor den deutschen Ulysses erhoffte, und dem gleichzeitigen literarischen Verstummen Koeppens. Die hohen Erwartungen an ihn und das öffentliche Interesse an seinem Schaffen demotivierten Koeppen zunehmend. Das Prosastück Jugend fand 1976 als Alterswerk des Autors noch einmal großes Lob in der Literaturkritik. Umstritten blieb sein Umgang mit den Aufzeichnungen aus einem Erdloch, die Koeppen 1992 unter eigenem Namen veröffentlichen ließ. Postum stellte sich heraus, dass er weite Teile des Originalberichts des jüdischen Zeitzeugen Jakob Littner lediglich übernommen hatte. Koeppen schrieb zu dieser Aneignung fremder Erlebnisse rückblickend: „Ich aß amerikanische Konserven und schrieb die Leidensgeschichte eines deutschen Juden. Da wurde es meine Geschichte.“

## Auszeichnungen
- 1962: Georg-Büchner-Preis
- 1965: Großer Literaturpreis der Bayerischen Akademie der Schönen Künste
- 1967: Immermann-Preis
- 1971: Andreas-Gryphius-Preis
- 1974: Stadtschreiber von Bergen
- 1979: Bundesverdienstkreuz am Bande
- 1982: Kultureller Ehrenpreis der Landeshauptstadt München
- 1984: Arno-Schmidt-Preis der Arno Schmidt Stiftung Bargfeld
- 1986: Pommerscher Kulturpreis
- 1987: Franz-Nabl-Preis
- 1990: Ehrendoktor der Universität Greifswald
- 1994: Ehrenbürger der Stadt Greifswald

Anlässlich seines 100. Geburtstags am 23. Juni 2006 veranstaltete München im Gasteig eine Koeppen-Ausstellung. Auch seine Geburtsstadt Greifswald erwies dem Jubilar mit einer Reihe von Veranstaltungen, so z. B. am 23. Juni mit einem Literatur- und Bücherfest, einer Koeppen-Lesung im Dom – zu der renommierte Vertreter der literarischen Welt nach Greifswald reisten – und einer Ausstellung in Koeppens Geburtshaus, dem Literaturzentrum Vorpommern, die Reverenz.
Die Stadt Greifswald vergibt seit 1998 alle zwei Jahre den Wolfgang-Koeppen-Preis.

## Werke

### Gesamt- und Werkausgaben
- Gesammelte Werke. In 6 Bänden. Hrsg. von Marcel Reich-Ranicki in Zusammenarbeit mit Dagmar von Briel und Hans-Ulrich Treichel. Suhrkamp, Frankfurt am Main 1986, Taschenbuchausgabe 1990, ISBN 3-518-38274-8.

- Werke. In 16 Bänden. Hrsg. von Hans-Ulrich Treichel. Suhrkamp, Frankfurt am Main 2006, ISBN 3-518-41800-9.
  - Band 1, Eine unglückliche Liebe. Hrsg. von Jörg Döring. Suhrkamp, Frankfurt am Main 2007, ISBN 978-3-518-41801-7.
  - Band 2, Die Mauer schwankt. Hrsg. von Jörg Döring. Suhrkamp, Berlin 2011, ISBN 978-3-518-41802-4.
  - Band 4, Tauben im Gras. Hrsg. von Hans-Ulrich Treichel. Suhrkamp, Frankfurt am Main 2006, ISBN 3-518-41804-1.
  - Band 5, Das Treibhaus. Hrsg. von Hans-Ulrich Treichel. Suhrkamp, Berlin 2010, ISBN 978-3-518-41805-5.
  - Band 6, Der Tod in Rom. Hrsg. von Hans-Ulrich Treichel. Suhrkamp, Berlin 2015, ISBN 978-3-518-41806-2.
  - Band 7 Jugend und andere autobiographische Prosa. Hrsg. von Eckhard Schumacher. Suhrkamp, Berlin 2016, ISBN 978-3-518-41807-9.
  - Band 8, Reisen nach Rußland und anderswohin. Hrsg. von Walter Erhart. Suhrkamp, Frankfurt am Main 2007, ISBN 978-3-518-41808-6.
  - Band 9, Amerikafahrt und andere Reisen in die Neue Welt. Hrsg. von Walter Erhart. Suhrkamp, Frankfurt am Main 2008, ISBN 978-3-518-41809-3.
  - Band 10, Reisen nach Frankreich und andere Reisen. Hrsg. von Walter Erhart. Suhrkamp, Frankfurt am Main 2008, ISBN 978-3-518-41810-9.
  - Band 11, Romanfragmente. Hrsg. von Walter Erhart. Suhrkamp, Berlin 2024, ISBN 978-3-518-41811-6.
  - Band 13, Feuilletons. Hrsg. von Jörg Döring. Suhrkamp, Berlin 2024, ISBN 978-3-518-41813-0.[14]
  - Band 16, Gespräche und Interviews. Hrsg. von Hans-Ulrich Treichel. Suhrkamp, Berlin 2018, ISBN 978-3-518-42343-1.

### Einzelausgaben
- Eine unglückliche Liebe. Roman. Cassirer, Berlin 1934.
- Die Mauer schwankt. Roman. Cassirer, Berlin 1935.
- Die Pflicht. Roman. Neuausgabe von Die Mauer schwankt. Universitas, Berlin 1939.
- Jakob Littner: Aufzeichnungen aus einem Erdloch. Kluger, München 1948.
  - Neuausgabe: Jakob Littners Aufzeichnungen aus einem Erdloch. Roman. Jüdischer Verlag, Frankfurt am Main 1992, ISBN 3-633-54050-4.
- Tauben im Gras. Roman. Scherz & Goverts, Stuttgart 1951.
- Das Treibhaus. Roman. Scherz & Goverts, Stuttgart 1953.
- Der Tod in Rom. Roman. Scherz & Goverts, Stuttgart 1954.
- Nach Russland und anderswohin. Empfindsame Reisen. Goverts, Stuttgart 1958.
- Amerikafahrt. Goverts, Stuttgart 1959.
- Reisen nach Frankreich. Goverts, Stuttgart 1961.
- Romanisches Café. Erzählende Prosa. Suhrkamp, Frankfurt am Main 1972, ISBN 3-518-06571-8.
- Jugend. Erzählung. Suhrkamp, Frankfurt am Main 1976, ISBN 3-518-01500-1.
- Es war einmal in Masuren. Suhrkamp, Frankfurt am Main 1995, ISBN 3-518-38894-0.
- Ich? Mit Fotografien von Nomi Baumgartl. Verlag Bibliothek der Provinz, Weitra 1997, ISBN 978-3-85252-129-9.
- Auf dem Phantasieroß. Prosa aus dem Nachlass. Hrsg. von Alfred Estermann. Suhrkamp, Frankfurt am Main 2000, ISBN 3-518-41153-5.
- Muß man München nicht lieben? Essaysammlung. Hrsg. von Alfred Estermann. Photographien von Isolde Ohlbaum. Insel, Frankfurt am Main 2002, ISBN 3-458-34412-8.
- Übers Jahr vielleicht wieder in Venedig. Phantasien über eine Traumstadt. Hrsg. von Alfred Estermann. Mit Photographien von Wolfgang Koeppen. Insel, Frankfurt am Main 2006, ISBN 3-458-34876-X.
- Wolfgang Koeppen: Jugend. Textgenetische Edition. Herausgegeben von Katharina Krüger, Elisabetta Mengaldo und Eckhard Schumacher. Suhrkamp, Berlin 2016 (URL: http://www.koeppen-jugend.de/)

### Gespräche und Interviews
- „Einer der schreibt“. Gespräche und Interviews. Hrsg. von Hans-Ulrich Treichel. Suhrkamp, Frankfurt am Main 1995, ISBN 3-518-38950-5.

### Briefe
- „Ich bitte um ein Wort…“ – Wolfgang Koeppen – Siegfried Unseld. Der Briefwechsel. Hrsg. von Alfred Estermann und Wolfgang Schopf. Suhrkamp, Frankfurt am Main 2006, ISBN 3-518-41768-1.
- „…trotz allem, so wie du bist“ – Wolfgang und Marion Koeppen. Briefe. Hrsg. von Anja Ebner. Mit einem Nachwort von Hans-Ulrich Treichel. Suhrkamp, Frankfurt am Main 2008, ISBN 978-3-518-41977-9.

## Verfilmungen
- Das Treibhaus. Spielfilm, Regie: Peter Goedel, 1987.
- Ortelsburg/Szczytno – Es war einmal in Masuren. Regie: Peter Goedel, 1990.

## Hörspiele
- 2009: Tauben im Gras, hr/WDR/SWR, Bearbeitung und Regie: Leonhard Koppelmann
- 2009: Das Treibhaus, hr/WDR/SWR, Bearbeitung und Regie: Walter Adler
- 2009: Der Tod in Rom, hr/WDR/SWR, Bearbeitung und Regie: Leonhard Koppelmann